# Замок Мандерлі
Замок Мандерлі (англ. Manderley Castle, ірл. Caisleán Mhanderley; раніше Замок Вікторії та Айшанський замок) — ірландський замок, побудований у вікторіанському стилі, розташований в Дубліні, Ірландія. Із зубчастих веж замку видно ірландську берегову лінію до Вельсу. Замок оточений садами загальною площею близько 14 000 квадратних метрів. Секретний тунель під садом колись вів до Кіллінійського пляжу, але зараз він замурований.

## Історія
Замок Вікторії був побудований в 1840 році під керівництвом Роберта Воррена на честь королеви Вікторії.
Інтер'єр замку був знищений пожежею в 1928 році, проте з часом був відновлений Томасом Павером, який назвав замок Айшанським на честь богині, яка піднялася з вогню в романі Райдера Хаггарда «Вона».
У 1995 році сім'я Елмер вирішила перетворити замок на місце паломництва туристів, і вони перетворили стайні на кімнати відпочинку.
Ірландська співачка Енія придбала замок у 1997 році за 3,8 мільйона євро. Вона назвала замок Мандерлі, бо дуже любила роман Дафни дю Мор'є «Ребекка». Після придбання Енія добре зміцнила систему безпеки замку: вона встановила нові міцні вхідні ворота з дерева та підняла стіну навколо замку майже до трьох метрів. Попри це, в середині серпня 2005 року було здійснено дві спроби проникнення в замок.